# 阿尔巴诺湖 (土卫六)
阿尔巴诺湖（Albano Lacus）是在土星最大的卫星土卫六上发现的众多碳氢化合物湖之一。
该湖泊由液体甲烷和乙烷组成并被“卡西尼-惠更斯号”探测到。
阿拜亚湖位于土卫六上北纬66度、西经236.5度，全长6.2公里，名称取自意大利的阿尔巴诺湖，土卫六上的每座湖泊都以“lacus”一词结尾，它的意思是“湖泊”。

## 另请查看
- 土卫六湖泊
- 阿拜亚湖
- 博尔塞纳湖